# Mühli
Mühli war ein Geschirrspülmittel der Firma Müller & Kalkow KG in Magdeburg.
Mühli ist ein Silbenwort aus dem Markenzeichen von Müller & Kalkow, einer Mühle, und in Anlehnung an das erfolgreiche Spülmittel in der BRD, Spüli.

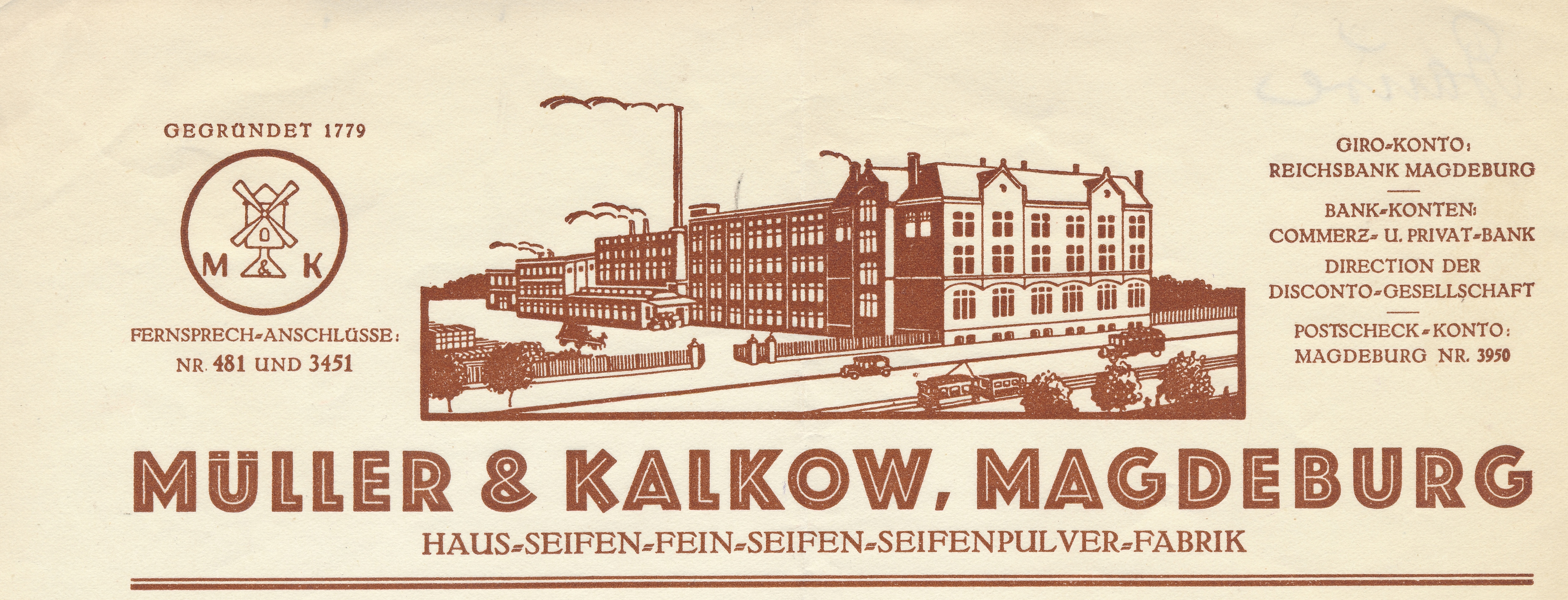
Briefkopf 1928 Müller & Kalkow mit dem Markenzeichen – einer Mühle

## Geschichte
Mühli wurde im 1. Quartal 1969 als Nachfolgeprodukt des Spülmittels Wie Neu auf dem DDR-Markt eingeführt.
1970 war der Werbeslogan „Mühli Handmild. Das AS unter den Abwasch- und Geschirrspülmitteln. Müller & Kalkow KG Magdeburg“.
Nach der Enteignung der Firma Müller & Kalkow 1972 bis zur Wende wurde Mühli von dem VEB Seifama weiter vermarktet (siehe Liste von Markennamen und Produkten in der DDR).
Ab 1990 vertrieb die Seifama GmbH das gleiche Produkt unter dem Namen Müli, da man den historischen Bezug verloren und noch enger an Spüli erinnern wollte.
Im Monat Oktober 1990 sollten 45.000 Flaschen Müli produziert werden.
1991 übereignete die Treuhand die Seifama GmbH an die Firma Rabbasol Solingen.
Die Marke Mühli sicherte sich der frühere Geschäftsführer und Komplementär der Müller & Kalkow KG und spätere Werksdirektor der VEB Seifama Hans-Jürgen Hallmann am 28. Oktober 1991. Die Marke Müli sicherte sich 1993 die Firma Rabbasol Solingen.
Die Produktion in Magdeburg wurde bald eingestellt und als Geschirrspülmittel für den Haushalt verschwand Müli bald vom Markt. Es wurden noch 10- und 30-Liter-Kanister Spülmittel Müli insbesondere für die Landwirtschaft auch zur Reinigung von Milchkannen produziert. Auch diese Produktion wurde eingestellt.

Produkte-Verpackung
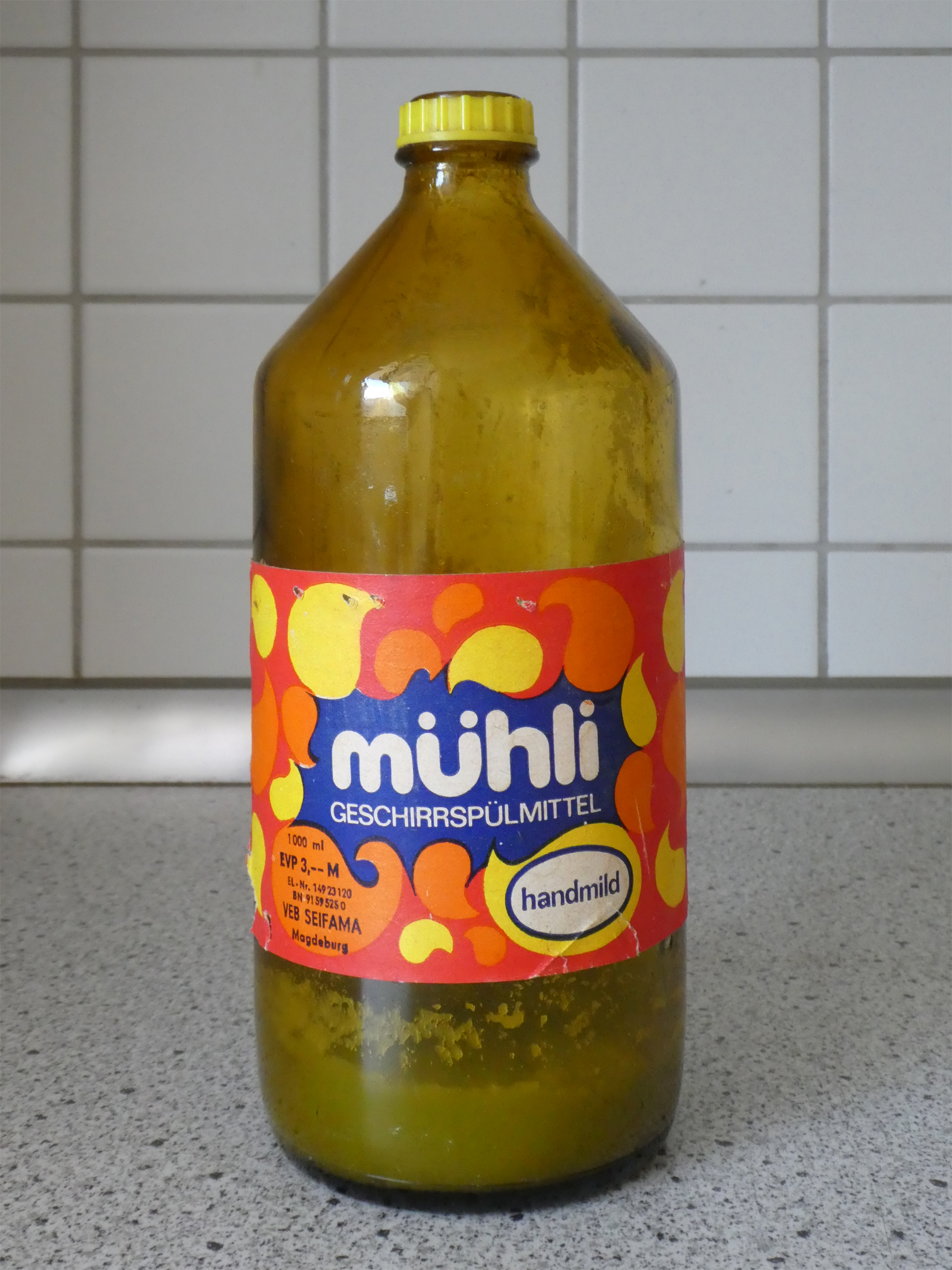
Mühli 1-Liter-Flasche ca. 1975
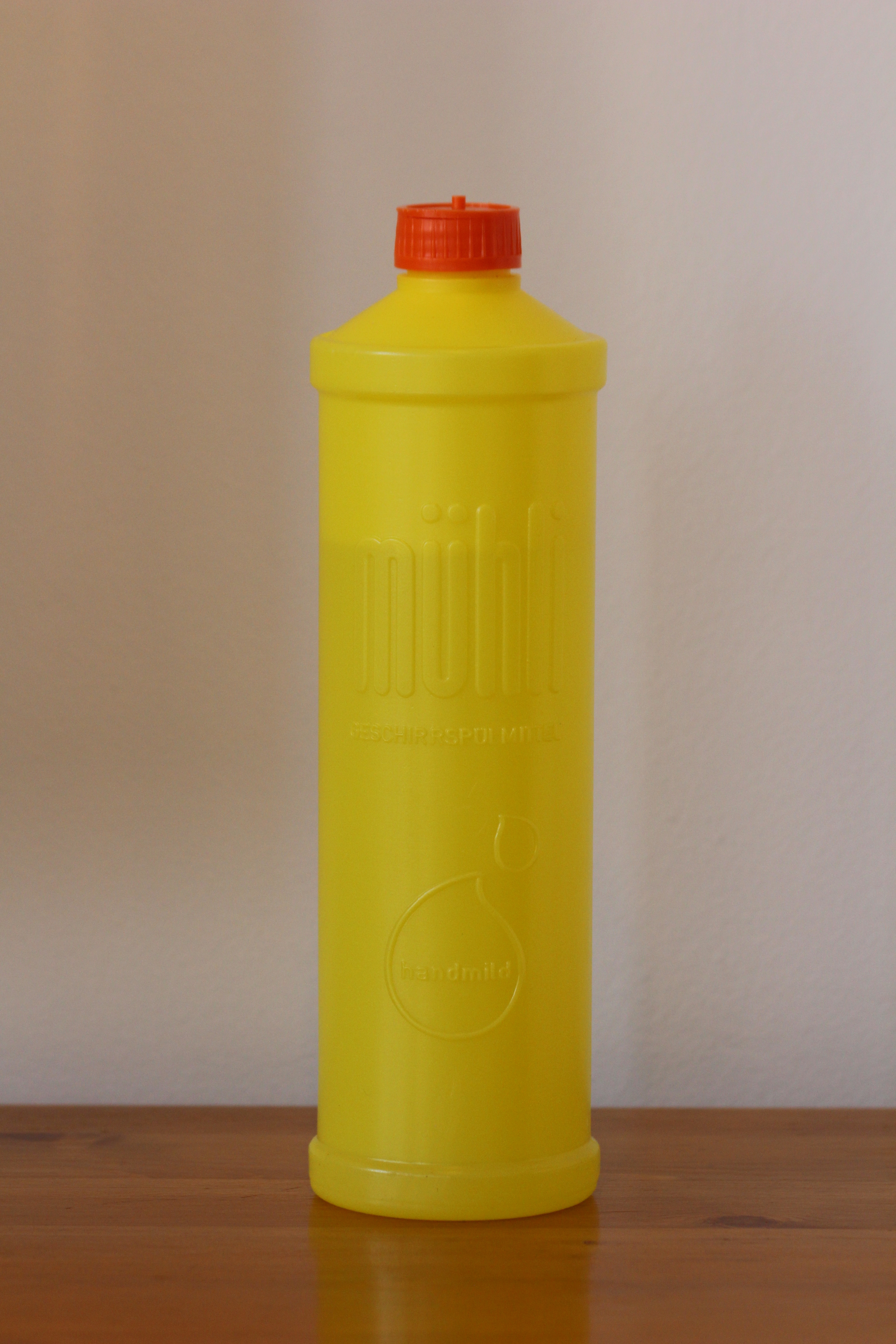
Mühli Flasche 500 ml etwa 1988
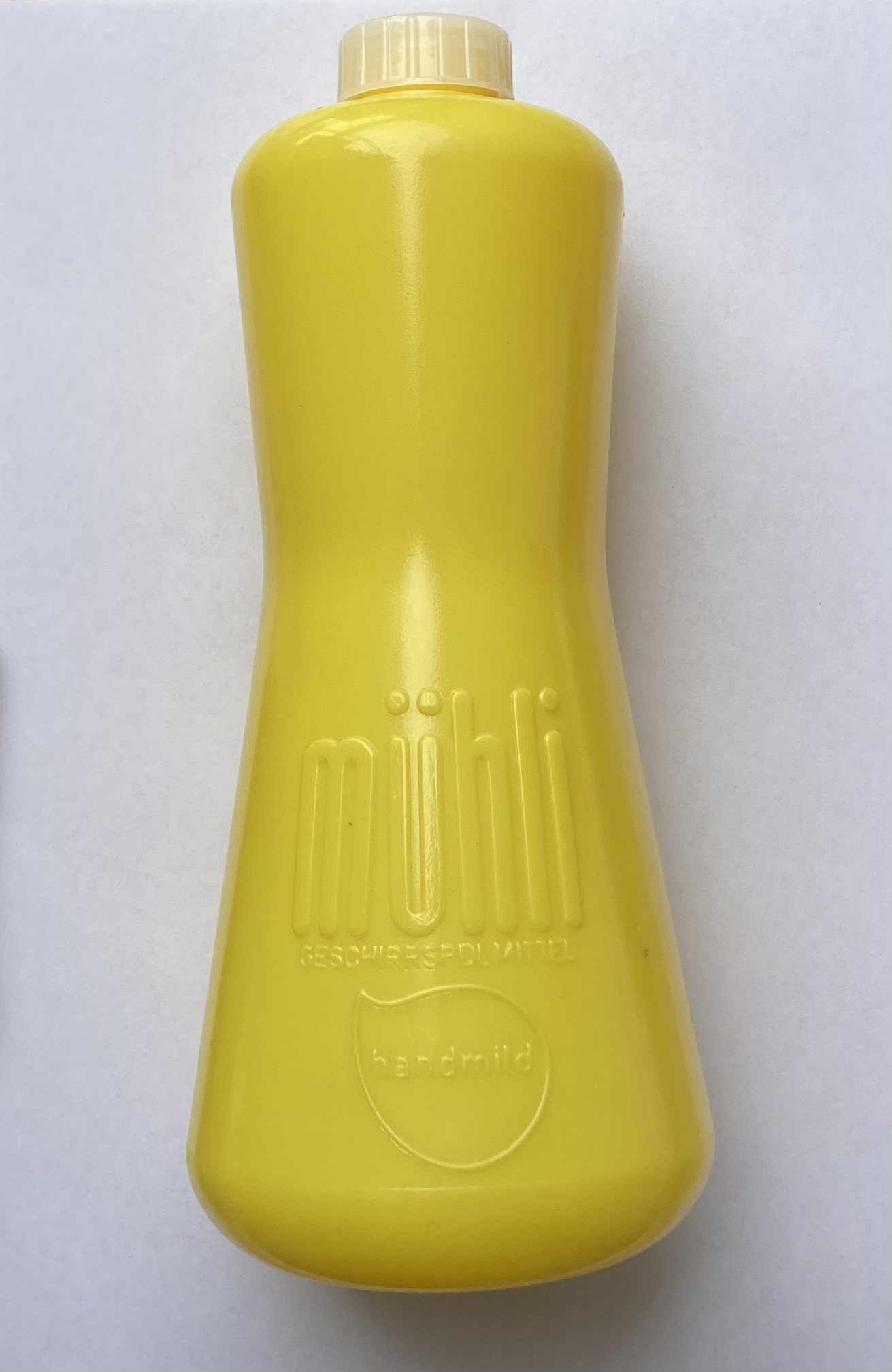
Spülmittel Mühli ca. 1989
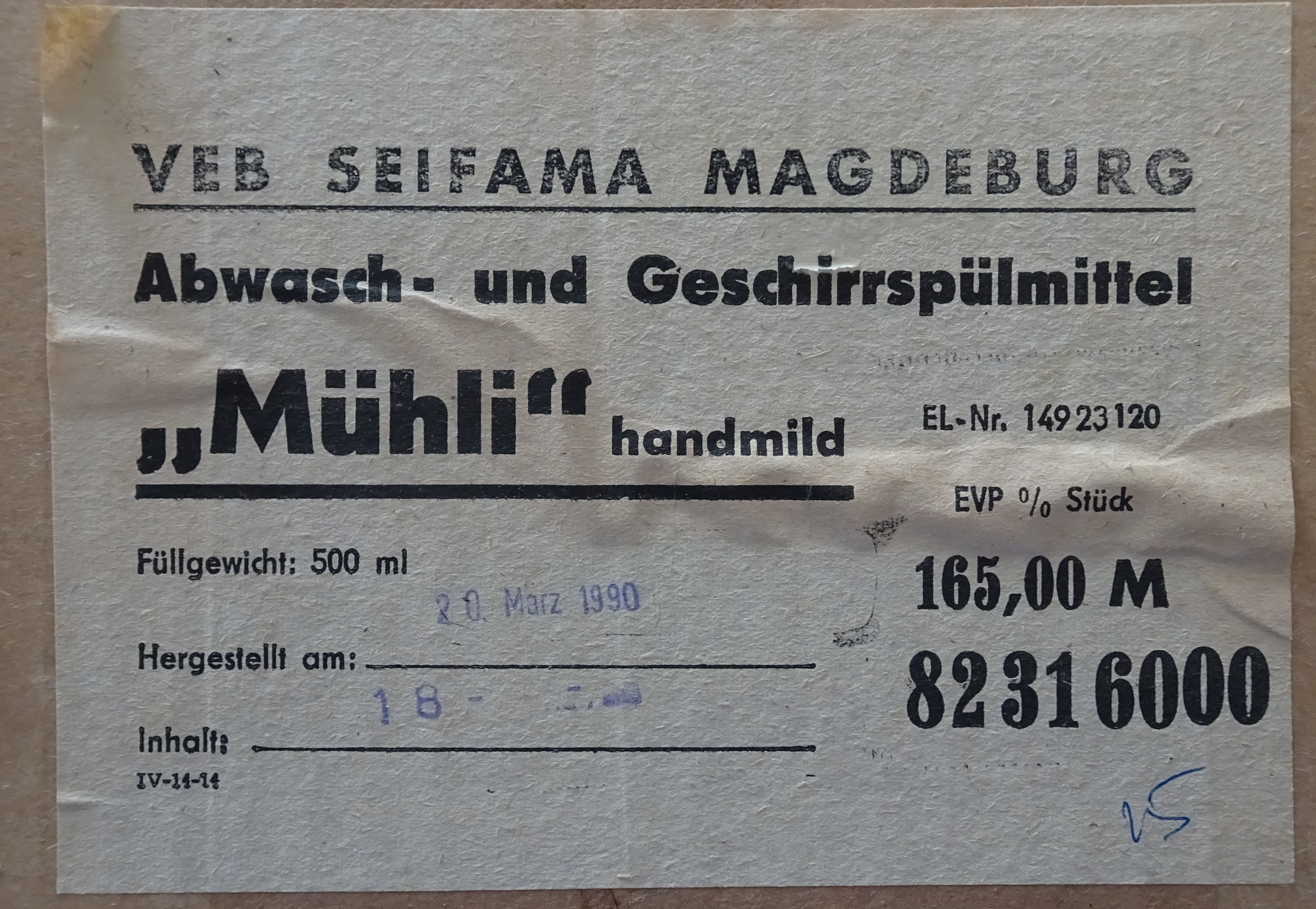
Paketlabel Spülmittel Mühli 1990
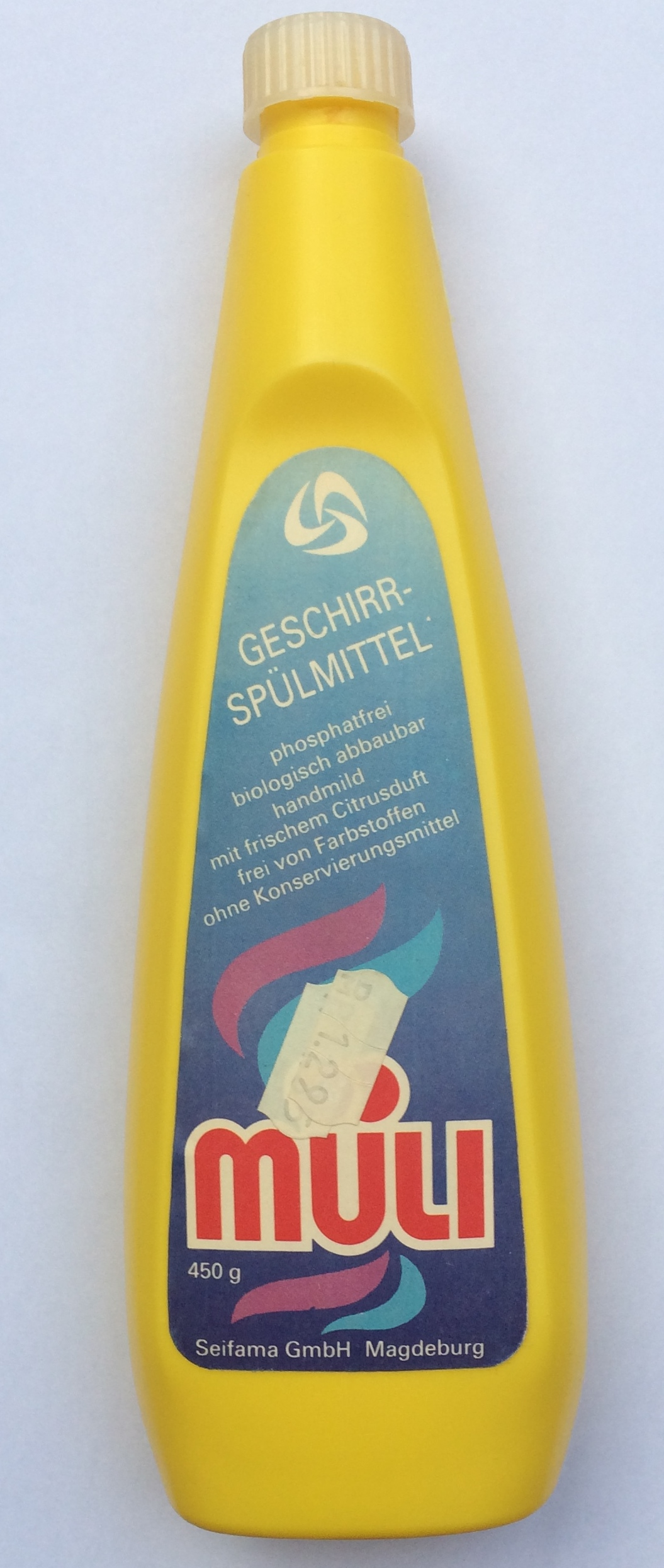
Müli Geschirrspülmittel Flasche 1991
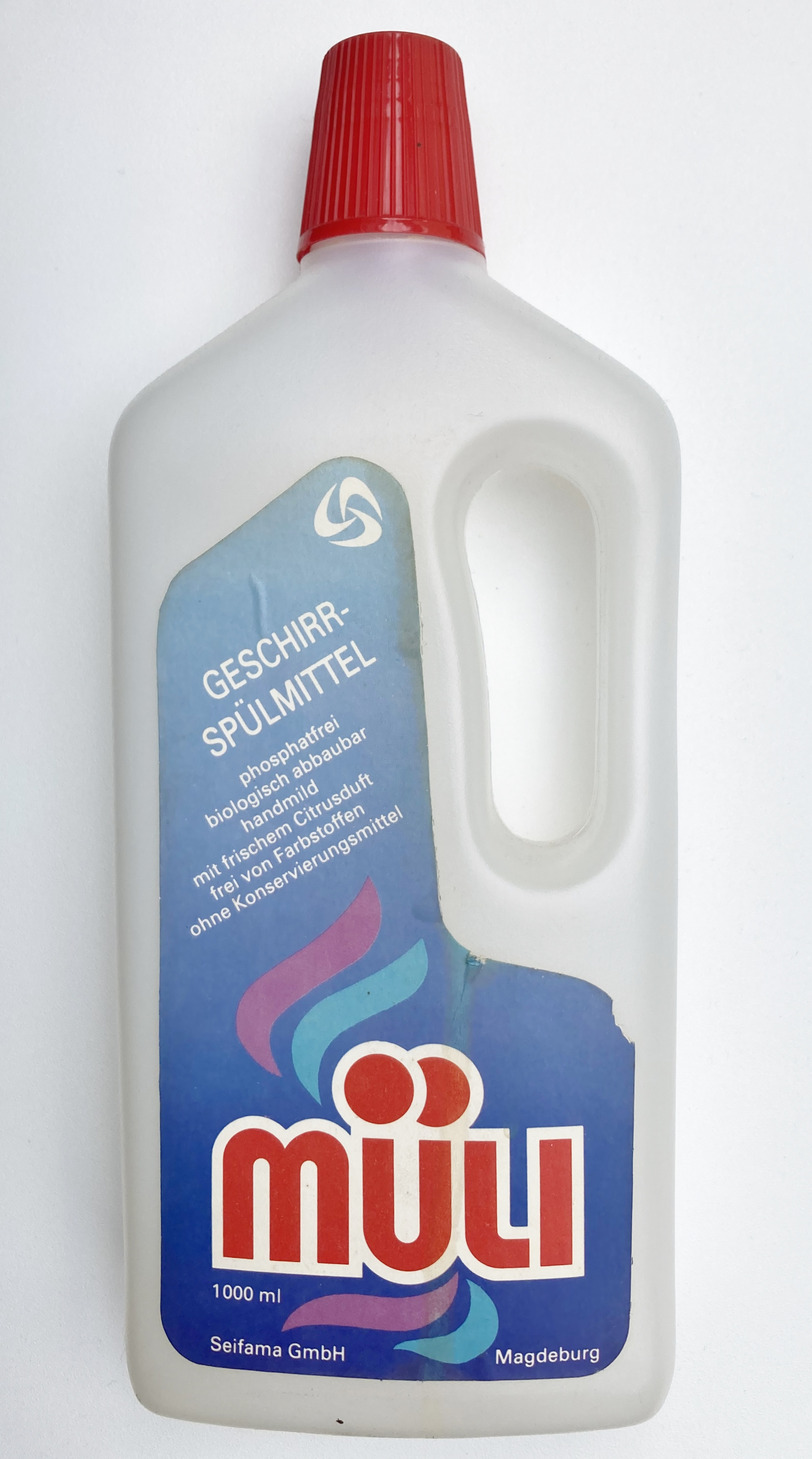
Geschirrspülmittel Müli 1000 ml Flasche 1991